# Víctor Gallegos
Víctor Manuel Gallegos Lozic (Punta Arenas, Región de Magallanes, 30 de enero de 1985) es un piloto de cuadriciclo chileno, participante del Rally Dakar en las ediciones de 2014 y 2015. De profesión ingeniero mecánico, "desde los 15 que compite en enduro y en cross, siempre a bordo de un cuatriciclo", señala el sitio web del Dakar. En 2014 obtuvo el quinto puesto en la general de la categoría, lo que le valió ser distinguido aquel mismo año como "Hijo Ilustre de Punta Arenas". Por su parte, en 2015 alcanzó relevancia internacional al ganar la etapa 9 del señalado rally raid, en el tramo que conectaba Iquique con Calama, convirtiéndose en el sexto chileno de la historia en conseguir este logro.

## Participaciones en el Rally Dakar
| Año     | Categoría | Vehículo | Posición | Etapas |
| ------- | --------- | -------- | -------- | ------ |
| 2014    | Quads     | Honda    | 5.º      | -      |
| 2015    | Quads     | Honda    | Ret.a    | 1      |
| Fuente: |           |          |          |        |

Notas:
- Evento en el que compitió pero se retiró:
  -  a: Retiro forzado por rotura del motor.

## Distinciones individuales
| Distinción                   | Año  |
| ---------------------------- | ---- |
| Hijo Ilustre de Punta Arenas | 2014 |